# فلورنتين ماتي
فلورنتين ماتي (بالرومانية: Florentin Matei) (مواليد 15 أبريل 1993) لاعب كرة قدم روماني يجيد اللعب في خط وسط لعب سابقاً مع نادي اتحاد كلباء الإماراتي .

## روابط خارجية
- فلورنتين ماتي على موقع الاتحاد الأوربي (الإنجليزية)
- فلورنتين ماتي على موقع قاعدة بيانات كرة القدم.إي يو (الإنجليزية)
- فلورنتين ماتي على موقع Soccerway.com (الإنجليزية)
- فلورنتين ماتي على موقع عالم كرة القدم.نت (الإنجليزية)